# Łoznica (miasto)
Łoznica (bułg. Лозница) – miasto w Bułgarii, w obwodzie Razgrad, siedziba gminy Łoznica. W 2023 roku liczyło 2072 mieszkańców.